# Східний Ньяміна
Східний Ньяміна — один з 10 районів округу Центральна Річка Гамбії. Населення — 19.034 (2003). Фульбе — 26,16 %, мандінка — 27,22 %, 42,25 % — волоф (1993).